# Бизякинское сельское поселение
Бизякинское се́льское поселе́ние — муниципальное образование в Менделеевском районе Татарстана Российской Федерации.
Административный центр — село Бизяки.

## История
Статус и границы сельского поселения установлены Законом Республики Татарстан от 31 января 2005 года № 29-ЗРТ «Об установлении границ территорий и статусе муниципального образования "Менделеевский муниципальный район" и муниципальных образований в его составе».

## Население
| 2010  | 2011  | 2012  | 2013  | 2014  | 2015  | 2016  |
| ----- | ----- | ----- | ----- | ----- | ----- | ----- |
| 1064  | ↗1065 | ↗1072 | ↘1052 | ↗1072 | ↗1083 | ↘1059 |
| 2017  | 2018  |       |       |       |       |       |
| ↗1078 | ↘1074 |       |       |       |       |       |

## Состав сельского поселения
| № | Населённый пункт   | Тип населённого пункта       | Население |
| - | ------------------ | ---------------------------- | --------- |
| 1 | Бизяки             | село, административный центр |           |
| 2 | Икское Устье       | село                         |           |
| 3 | Марийское Текашево | деревня                      |           |
| 4 | Сетяково           | село                         |           |
| 5 | Татарское Текашево | деревня                      |           |